# بيلي سيليسكي
بيلي سيليسكي (بالإنجليزية: Billy Celeski)‏ (مواليد 14 يوليو 1985) هو لاعب كرة قدم. يلعب مع منتخب أستراليا لكرة القدم منذ عام 2009.

## وصلات خارجية
- بيلي سيليسكي على موقع رابطة كرة القدم اليابانية للمحترفين (اليابانية)
- بيلي سيليسكي على موقع قاعدة بيانات كرة القدم.إي يو (الإنجليزية)
- بيلي سيليسكي على موقع ناشيونال فوتبول تيمز (الإنجليزية)
- بيلي سيليسكي على موقع Soccerway.com (الإنجليزية)
- بيلي سيليسكي على موقع عالم كرة القدم.نت (الإنجليزية)
- بيلي سيليسكي على موقع كووورة
- بيلي سيليسكي على موقع أوليمبيديا (الإنجليزية)
- بيلي سيليسكي على موقع اللجنة الأولمبية الأسترالية (الإنجليزية)

- National Football Teams